# Гуго Сен-Вікторський
Гуго Сен-Вікторський (фр. Hugues de Saint-Victor, 1096 — 11 лютого 1141) — християнський філософ, богослов, містик.

## Життєпис
Походив з родини впливових графів Блакенбургів з Саксонії. Народився у маєтку Ґартінгам у родині графа Конрада Бланкенбурга. З дитинства Гуго тяжів до навчання, згодом на нього впливав дядько Рейнґард, єпископ Хальберштадта.
Освіту здобув у монастирі Санкт-Панкратс поблизу Хамерслебен у діоцезі міста Хальберштадт. Згодом мандрував Німеччиною. З часом навчався в Іпрі (Фландрія). Тому низка вчених вважали батьківщиною Гуго саме Іпр.
У 1115 році переїздить до Парижа, де вступає до монастиря Августинців Сен-Віктор, створена Гільомом де Шампо. Тут він продовжує своє студіювання. У 1138 р. — став її главою.
У 1122 році обираний заступником голови церковної школи монастиря. Після раптової смерті у 1133 році Томаса Прайора, очільника школи, стає головою цієї школи. Завдяки завзяттю та талантам Гуго школа Сен-Віктор стає однією з відомих, впливових та шанованих у Європі. Водночас Гуго Сен-Вікторський підтримував реформи, спрямовані на відродження католицької церкви, зокрема діяльність Бернарда Клервоського.
У 1139 році став кардиналом єпархії Фраскаті замість Жілона Паризького.
Помер 11 лютого 1141 року в монастирі Сен-Віктор.

## Філософія і теологія
Ранній Дидаскаліон мав початкові, енциклопедичні уявлення про Бога і Христа, де Гуго Сен-Вікторський намагався уникати спірних питань і зосередився на загальних проблемах Католицького Християнства. Він виділив три типи філософії, чи «науки» [scientia], які, на його думку, можуть допомогти вдосконалити свою скінченну сутність і просуватися до Бога: теоретична філософія (теологія, математика, фізика), яка забезпечує істиною, практична філософія (етика, економіка, політика) допомагає    стати доброчесним і розумним та механічна, або «неліберальна» філософія (Столярні вироби, сільське господарство, медицина) дає фізичні переваги. Четверта філософія, логіка, вона є основною, тією, що передує, тому що забезпечує чітке і правильне розуміння усіх вищеназваних наук. Глибокий містичний світогляд  не завадив Гуго побачити філософію як корисний інструмент для розуміння божественної  віри.
Надзвичайного впливу на Гуго сприяло тлумачення проблеми Буття Августином. Божественна Мудрість стала архетипом  творення будь-яких форм. Створення світу за шість днів було загадкою, можливо навіть таїнством, для  людського споглядання.  Бог формував світовий порядок з Хаосу, зробити світ було повідомлення для людини, яка повинна побороти власний хаос невігластва і стати істотою мудрості, а значить і краси. Найвищою втіхою в житті є досягнення мудрості, той хто її досягнув набуває щастя і блаженства. Подібний вид містико-етичної інтерпретації був характерним для Гуго Сен-Вікторського, для якого питання Буття було цікавим як моральний урок, а не в сенсі буквального перетікання подій.
Те, що осягається за допомогою розуму він називає так: «Незмінне і завжди перебуває у власній божественності, недоступне ніяким почуттям і осягається лише розумом і думкою».[2] Це те, чим займається істинна філософія, коли вона звертається до Бога або безтілесної душі і яку греки назвали теологією,  оскільки теос (theos) означає Бог, а logos — слово чи розум. З цього можна зробити висновок, що теологією є наші міркування про невимовну природу Бога і Його духовний творінь.[3]
На думку Гуго Сен-Вікторського, поряд з Ісусом, мають місце таїнства, як божественні подарунки, які Бог дав людині, щоб спокутувати Себе, хоча це не виключає використання Ним і інших засобів. Гуго розділив усе існуюче на дві категорії:  створення (opus creationis)  і  реставрація (opus restaurationis). Opus creationis була роботою створення людини, а opus restaurationis — має справу з причинами Бога як посланника Ісуса і наслідками цього. Гуго вважав, що Бог не посилав Ісуса до людей, бо Бог мав інші «плани». Чому він обрав Ісуса, як посланника є таємницею, яка досяжна людині лише через одкровення за допомогою філософії.

## Проблема Бога
Центральне місце у філософії Гуго  Сен-Вікторського займає сутність Бога.  Гуго пропонує п'ять  способів  пізнання Бога:  із тварності світу — завдяки тому, що  весь світ є творінням єдиного Бога і «дух Господа наповнює Всесвіт…» людина може пізнати Бога, бо вона є його творінням; із розуму або природи духу — природа душі як деякий образ божественної сутності. Позаяк Бог є усюди, так і душа є у всіх частинах людського тіла. Завдяки суворому наслідуванню заповідей і протистоянню спокусам можливе досягнення Бога.  Із пізнання Божественних висловів, прославляння Його   і любові до Нього, невидиме Бога стає видимим для людини. Із променя споглядання можливе осягнення невидимого блаженства  божественного   розуму. Останній, найвищий спосіб пізнання Бога, який дається не всім, а точніше лише щасливці можуть насолоджуватися ним в теперішньому житті — із радості блаженнійшого видіння – осягання самого Бога, через освітлення духу сіянням вічного світла. Людина має відректися від самого себе (аскетизм), ненавидіти гріх і «усамітнитися голою і чистою…».
В контексті буття Бога Гуго звертає увагу на докази, які можна винести із факту існування духа. Дух пізнає самого себе як існуюче і відрізняється цим самопізнанням від тіла і від всього оточуючого. Проте, пізнаючи себе як істинно-суще, дух містить в собі не вічне існування, тобто те, начало якого не було причиною свого буття. Таким чином, з'являється творча причина як така, яка містить в собі джерело свого буття. Своєю чергою, якби вона мала начало, яке б передувало їй, то був би безперервний цикл. Внаслідок, перша причина існує сама за допомогою себе вічно, тобто вона — Бог.

## Творчість
Є одним із засновників нової епохи тлумачення Біблії. У своїх працях поєднував містику з визнанням права та розуму. За його думкою, розум є нижчий за віру й Одкровення, але у своїх межах також приводить людину до Бога. Вказував на таємничу сутність Писання, необхідність враховувати історичні фактори. Він виокремлює мирську, світську та божественну теології.
Його вчення було однією з основ схоластичної теології, яке здійснило відчутний вплив на весь розвиток схоластики. Гуго був першим, який здійснив синтез доктринальних тез, систематизував їх.
Разом з тим склав збірку дидактичної літератури від античності до періоду свого життя. Цю працю використовував для навчання учнів у школі Сен-віктор. Згодом збірка стала використовуватися іншими європейськими церковними школами.

## Праці
- Зауваження до П'ятикнижжя
- Про Писання
- Сума християнської віри
- Про суєтність світу
- Опис небесної ієрархії Святого Дионісія Ареопагіт
- Опис мапи світу
- Про граматику
- Практична геометрія
- Дидаскалікон
- Про ти найважливіші чинники історичних подій
- Ковчег містичний
- Ковчег моральний